# 玉山鐵二
玉山鐵二（日语：／ Tamayama Tetsuji，1980年4月7日—），日本男演員，京都府城陽市出生。

## 簡歷
1999年6月，出演電視劇《我的老師很辣》出道。而讓玉山一炮走紅的則是2001年的特攝劇《百獸戰隊牙吠連者》，他在劇中扮演正義的銀色戰士大神月磨。一時間，成了孩子們心目中的英雄，同時也贏得了許多主婦們的喜愛。此后，玉山出演了大量影視作品及廣告，其中包括《東京愛情劇場》、《離婚女律師》、《ROCKERS》等等，逐漸成為廣受歡迎的新星。
2005年，玉山鐵二在電影《功夫棒球》中當上了主角，並出演了《NANA》，人氣再度大幅提升。06年，在電影《信》以及電視劇《我比誰都愛媽媽》中都能見到他的身影。07年夏季檔，首次單獨主演日劇《向牛牛許愿》。
2014年，主演NHK晨间剧《阿政》。

## 个人
自幼熱愛運動，在中學時代一直是學校田徑隊的主力成員。在讀高中時報名參加了平面模特選拔，憑借其惹眼的外形順利入圍，從此開始活躍在《CHECKMATE》等時尚雜志上。京都府立西城陽高中畢業后，正式成了一名演員。
2012年2月14日宣布與圈外女子結婚，同年8月8日第一個孩子出生。

## 演出作品

### 電視劇
- 我的老師很辣 第9集（1999年，富士電視台）
- 天國之吻 第6、8集（1999年，朝日電視台）飾 工藤雅史
- 美人 第5集（1999年，TBS）
- 夏之雪 第6、7集（2000年，TBS）
- 百獸戰隊牙吠連者（2001年7月15日 - 2002年2月10日，朝日電視台）飾 大神月磨(牙吠銀)
- 夜晚的另一张脸（2002年，NHK）飾 佐佐木尚志
- 薔薇的十字架（2002年，富士電視台）飾 神谷恭介
- 東京物語（2002年，富士電視台）飾 平山昌二（友情演出）
- Message~背叛的語言（2003年，NTV）飾 藤枝亮
- 東京愛情電影（2003年，富士電視台）飾 日向瑛二
- 戀愛中姊妹（2003年，KTV） 飾 小泉純平
- 離婚女律師（2004年，富士電視台）飾 本多大介
- 農情芳心（2004年，NHK）飾 清和希望
- 讓愛想起來（2004年，富士電視台）飾 結城和也
- Division 1 Stage5「2H」（2004年8月2日 - 23日，富士電視台）飾 鹿間聰
- 離婚女律師2（2005年，富士電視台）飾 本多大介
- 求愛三兄弟（2005年，富士電視台）飾 櫻井達也
- 一直相逢（2005年，富士電視台）飾 飾鳴海勝一
- 星野仙一物語亡妻的贈言（2005年，TBS））飾 佐佐木一彥(友情演出)
- 廣島昭和20年8月6日（2005年，東京放送）飾 大原靖秀
- 我們的戰爭（2006年，TBS）飾 鴨志田祐司
- 比誰都愛媽媽（2006年，TBS）飾 嘉門明
- 午夜進行曲（2007年，WOWOW）主演・横山健司
- 向牛許願（2007年，KTV）主演・高清水高志
- 沒有玫瑰的花店（2008年，富士電視台）飾 神山舜
- Prisoner（2008年，WOWOW）主演・井澤圭吾
- 大河劇 天地人（2009年，NHK）飾 上杉景虎
- BOSS（2009年，富士電視台）飾 片桐琢磨
- 我家的歷史（2010年4月9日 - 11日，富士電視台）飾 大浦竜伍
- 無法坦誠相對（2010年，富士電視台）飾 市原薰
- 橫山秀夫懸疑四部曲・第三部 自傳（2010年3月28日，WOWOW）飾 只野正幸
- 再見、阿爾瑪（2010年12月18日，NHK）飾 有川直哉
- 忠臣藏～男人，大石內藏助（2010年12月25日，朝日電視台）飾 淺野內匠頭
- BOSS2（2011年，富士電視台）飾 片桐琢磨
- 請一定要幸福 第7集（2011年，富士電視台）飾 片桐琢磨
- 造花之蜜(2011年，WOWOW）飾 川田直樹
- 青蛙公主（2012年，富士電視台）飾 乾一希
- 女信長（2012年，富士電視台）飾 淺井長政
- 在山脊的那一邊~父親與兒子的日航飛機墜落事件（2012年，WOWOW）飾 上杉弘樹
- 大河劇 八重之櫻（2013年）NHK 飾 山川大蔵
- LINK（2013年） WOWOW 飾 高島昭一
- 晨間劇 阿政（2014年，NHK）主演・龜山政春
- 以我為名的變奏曲（2015年10月2日，富士電視台）飾 岡部計三
- 連續劇W誤断（2015年，WOWOW）主演・槙田高弘
- 型男的時光之旅 特別篇（2016年4月5日，關西電視台）飾 駒谷丈
- 然後，誰都不在（2016年，NTV）飾 小山内保
- 野武士的美食（2017年，Netflix）飾 野武士
- 犯罪症候群（2017年，東海電視台×WOWOW）主演・武藤隆
  - Season 1（2017年4月8日 - 5月27日，富士電視台）
  - Season 2（2017年6月11日 - 7月2日，WOWOW）
- 下雨天你總是那麼溫柔（2017年9月16日配信，Hulu）主演・立木信夫
- 太太 請小心輕放/嬌妻出沒注意 （2017年，NTV）飾 橫溝健
- 大河劇 西鄉殿（2018年，NHK）飾 桂小五郎/木戸孝允
- 比傻鵬的爸爸更傻的爸爸（2018年6月30日 - 7月28日、NHK）主演・赤塚不二夫
- 全裸監督（2019年8月8日配信，Netflix）飾 川田研二
- Top League（2019年10月5日 - 11月9日，WOWOW）主演・松岡直樹
- 宮崎縣地域劇「日向的佐和，乘風破浪！」（2019年9月11日，NHK）飾 中村卓
- 全裸監督2（2021年6月4日配信，Netflix） 飾 川田研二
- 向著風的那邊奔跑吧（2021年12月18日・25日，NHK） 飾 芦原一樹
- 星新一的不可思議短劇『鍵』（2022年7月26日，NHK）主演
- 終結它的人（2022年9月22日配信，LINE NEWS VISION）主演・清水拓也
- 夏洛克的孩子們（2022年10月，WOWOW）飾 坂井寛
- 不可能合理上水流涼子的解析 最終話（2023年6月，關西電視台）飾 警備員
- CODE-願望的代價-（2023年7月2日 - 9月3日，NTV）飾 市川省吾
- 大河劇 怎麼辦家康（2023年，NHK）飾 大野治長
- 再見指揮家～父親和我的熱情～（2024年1月14日 - 3月17日，TBS）飾 古谷悟史
- 微笑俄羅斯娃娃（2024年6月28日 - 9月6日，TBS）飾 鈴木俊哉
- Hustlin' Boy（2024年11月1日 - 12月20日，WOWOW）飾 九條[1]
- 花暖簾（日语：花のれん）（2025年3月8日，朝日電視台）飾 春團治
- Stingers 警視廳誘餌搜查驗證室（2025年7月22日 - ，富士電視台）飾 西條巧

### 電影
- 女孩武士21（2001年）飾 浩介
- 劇場版百獸戰隊牙吠連者怒吼吧，火山 飾 大神月麿
- 唱詠戀愛（2002年）飾 SATORU
- 搖滾青年（2003年）飾 櫻井
- 英子（2004年）
- 人造人卡辛（2004年）飾 關口
- 天國的書店（2004年）飾 町山健太
- 戀文日和「伊卡洛斯的戀人們」（2004年）飾 康一
- 功夫棒球（2005年）主演・不屈鬥志
- NANA（2005年）飾 一之瀬巧
- 絕對恐怖 Pray（2005年）主演・光
- 絕對恐怖 Booth（2005年）飾 通行人
- 谁是加缪（2006年）飾 西浦博 (友情演出)
- 夏日的沖繩（2006年）飾 多良間涼太
- 信（2006年）飾 武島剛志
- NANA 2（2006年）飾 一之瀬巧
- 情人鑰匙（2006年）主演・博明
- 復仇大逃殺（2007年）主演・葉浩史
- 銀色的季節（2008年）飾 小鳩祐治
- 等待幸福（2009年）主演・友寄明青
- 巴提斯塔的榮光（2009年）飾 酒井利樹
- GOEMON（2009年）飾 又八
- 禿鷲（2009年）飾 劉一華
- SEASIDE MOTEL（2010年）飾 相田敏夫
- 通往死刑臺的電梯（2010年）飾 赤城邦衛
- 挪威的森林 (電影)（2010年）飾 永澤學長
- 阪急電車（2011年）飾 遠山竜太
- 星星守護犬（2011年）飾 奥津京介
- 莫逆家族（2012年）飾 川崎浩介
- 向阳处的她（2013年）飾 新藤春树
- 菜鳥評審員（2014年）飾 龍也
- 魯邦三世（2014年）飾 次元大介
- 亞人（2017年）飾 户崎优
- 東京アディオス（2019年10月11日）
- good people（2019年12月7日）
- 只是現在不走運而已（2022年4月8日） - 主演・立花浩樹[2]
- 電影版TOKYO MER：行動急診室 南海任務（2025年8月1日）飾 麥生伸

### PV
- スガシカオ「June」
- NAOMI YOSHIMURA「21month」
- Starring Yuna Ito「TRUTH」– 一之瀨巧
- SOULHEAD「キミノキセキ…/いつまでも…」
- SBK「white sonata no.8 featuring PES」
- TAKEO KIKUCHI 「30th ANNIVERSARY」

### 寫真集
- 「Fe2」(角川書店 2002年)